# Liste von Sakralbauten in Nordrhein-Westfalen

Kreise und kreisfreie Städte in Nordrhein-Westfalen

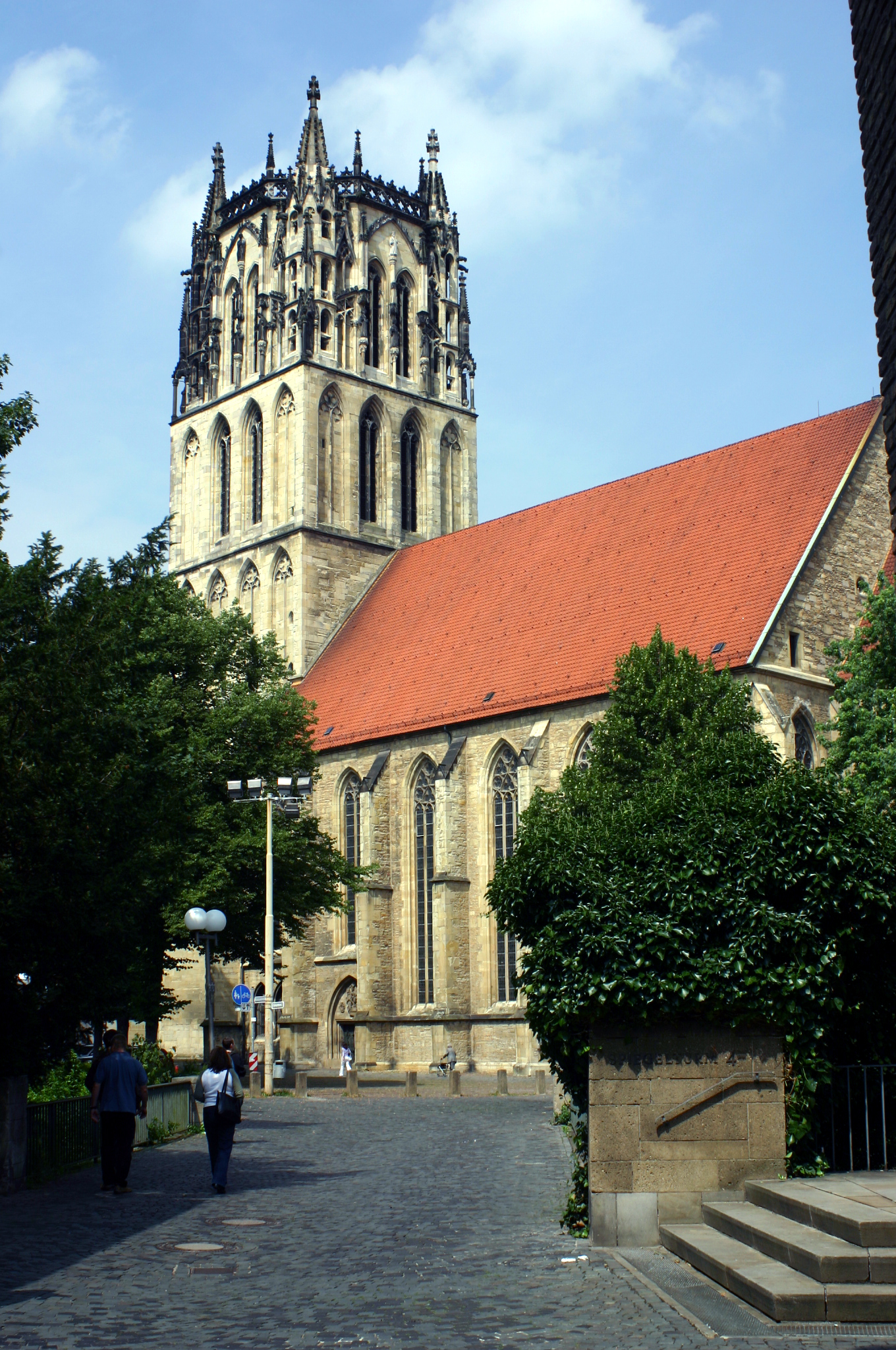
Liebfrauen über Wasser, Münster

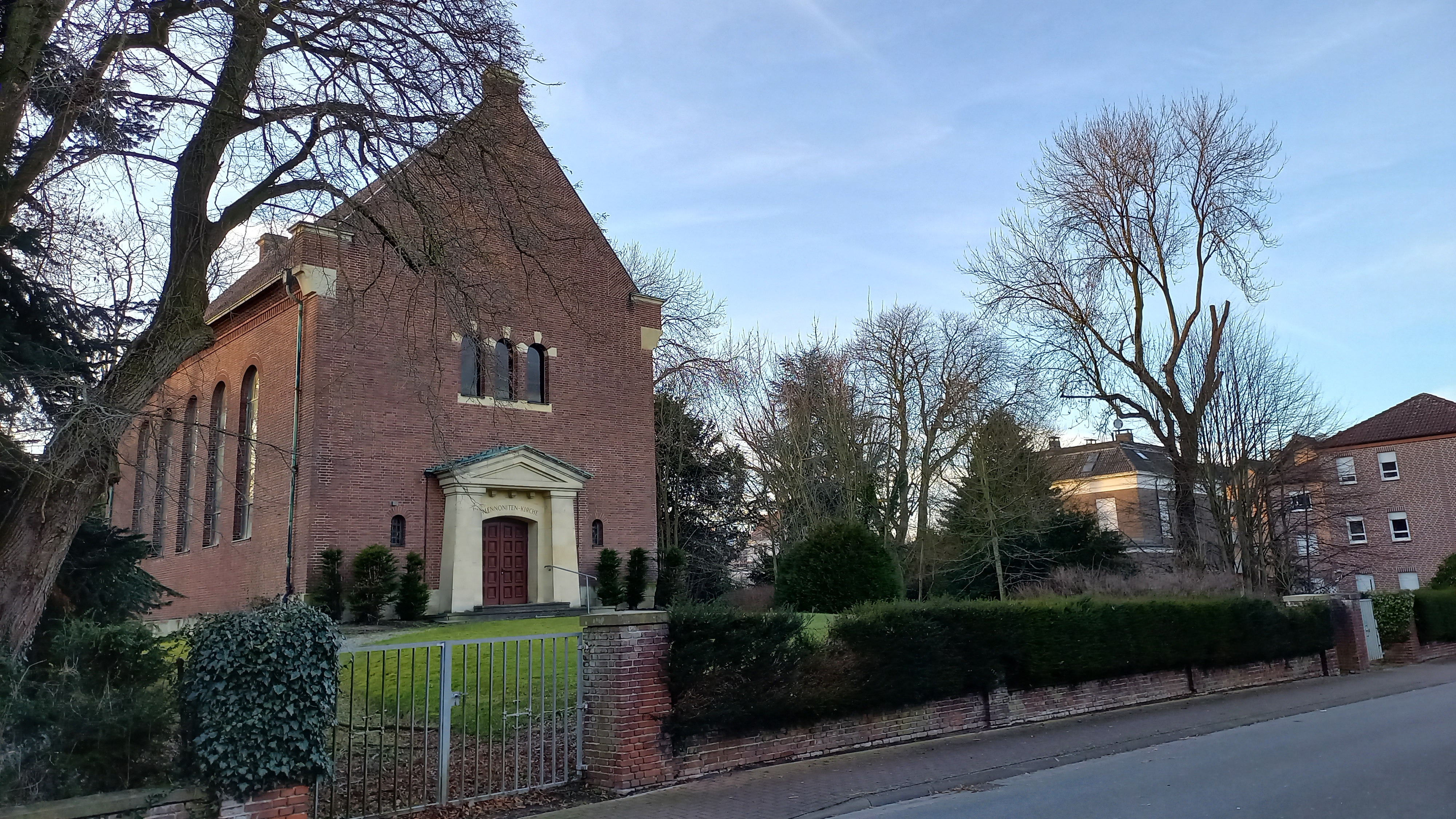
Mennonitenkirche Gronau (Westf.)

Die Liste von Sakralbauten in Nordrhein-Westfalen umfasst eine Reihe von Listen der Kirchengebäude, Moscheen, Synagogen, Tempel und ähnliche Sakralbauten in Nordrhein-Westfalen. Sie ist nach den Landkreisen und kreisfreien Städten gegliedert.

## Liste
- Liste von Sakralbauten in der Städteregion Aachen
- Liste von Sakralbauten in Bielefeld
- Liste von Sakralbauten in Bochum
- Liste von Sakralbauten in Bonn
- Liste von Sakralbauten in Kreis Borken
- Liste von Sakralbauten in Bottrop
- Liste von Sakralbauten im Kreis Coesfeld
- Liste von Sakralbauten in Dortmund
- Liste von Sakralbauten in Duisburg
- Liste von Sakralbauten im Kreis Düren
- Liste von Sakralbauten in Düsseldorf
- Liste von Sakralbauten im Ennepe-Ruhr-Kreis
- Liste von Sakralbauten in Essen
- Liste von Sakralbauten im Kreis Euskirchen
- Liste von Sakralbauten in Gelsenkirchen
- Liste von Sakralbauten im Kreis Gütersloh
- Liste von Sakralbauten in Hagen
- Liste von Sakralbauten in Hamm
- Liste von Sakralbauten im Kreis Heinsberg
- Liste von Sakralbauten im Kreis Herford
- Liste von Sakralbauten in Herne
- Liste von Sakralbauten im Hochsauerlandkreis
- Liste von Sakralbauten im Kreis Höxter
- Liste von Sakralbauten im Kreis Kleve
- Liste von Sakralbauten in Köln
- Liste von Sakralbauten in Krefeld
- Liste von Sakralbauten in Leverkusen
- Liste von Sakralbauten im Kreis Lippe
- Liste von Sakralbauten im Märkischen Kreis
- Liste von Sakralbauten im Kreis Mettmann
- Liste von Sakralbauten im Kreis Minden-Lübbecke
- Liste von Sakralbauten in Mönchengladbach
- Liste von Sakralbauten in Mülheim an der Ruhr
- Liste von Sakralbauten in Münster
- Liste von Sakralbauten im Oberbergischen Kreis
- Liste von Sakralbauten in Oberhausen
- Liste von Sakralbauten im Kreis Olpe
- Liste von Sakralbauten im Kreis Paderborn
- Liste von Sakralbauten im Kreis Recklinghausen
- Liste von Sakralbauten in Remscheid
- Liste von Sakralbauten im Rhein-Erft-Kreis
- Liste von Sakralbauten im Rheinisch-Bergischen Kreis
- Liste von Sakralbauten im Rhein-Kreis Neuss
- Liste von Sakralbauten im Rhein-Sieg-Kreis
- Liste von Sakralbauten im Kreis Siegen-Wittgenstein
- Liste von Sakralbauten im Kreis Soest
- Liste von Sakralbauten in Solingen
- Liste von Sakralbauten im Kreis Steinfurt
- Liste von Sakralbauten im Kreis Unna
- Liste von Sakralbauten im Kreis Viersen
- Liste von Sakralbauten im Kreis Warendorf
- Liste von Sakralbauten im Kreis Wesel
- Liste von Sakralbauten in Wuppertal